# علي المرندي
علي بن محمّد جواد بن علي المرندي. من مراجع الشيعة قدم للعراق أواخر القرن التاسع عشر من مدينة مرند الاذربيجانية الإيرانية كان مقيما بمدينة النجف العراقيَّة.

## سيرته
الشيخ علي بن محمّد جواد بن علي المرندي.
ولادته
ولد عام 1287ه بمدينة مرند الأذربيجانية والتابعة حاليا لمحافظة آذربيجان الشرقية في إيران، ويذكر أن أصله يرجع للعرب الساكنين في أذربيجان خلال التاريخ الإسلامي.
دراسته
بدأ بدراسة العلوم الدينية في مدينة أراك، ثمّ سافر إلى النجف عام 1314ه لإكمال دراسته الحوزوية.
من أساتذته
الشيخ محمّد الشربياني المعروف بالفاضل الشربياني، الشيخ محمّد حسن المامقاني، السيّد محمّد كاظم الطباطبائي اليزدي، الشيخ فتح الله الإصفهاني المعروف بشيخ الشريعة، السيّد حسين الكوهكمري، الشيخ محمّد كاظم الخراساني المعروف بالآخوند، الشيخ حسين قلي الهمداني.
من مؤلّفاته
نهاية التذكرة في شرح التبصرة (11 مجلّداً)، الفوائد المتفرّقة (9 مجلّدات)، حاشية على رسائل الشيخ الأنصاري، حاشية على مكاسب الشيخ الأنصاري، حاشية على كتاب الطهارة للشيخ الأنصاري، حاشية على رياض المسائل للسيّد علي الطباطبائي، مباحث الألفاظ (تقرير درس أُستاذه شيخ الشريعة)، كتاب البيع (تقرير درس أُستاذه شيخ الشريعة).
ومن مؤلّفاته: شرح حديث حقيقت، هداية الشيعة (رسالته العملية)، هداية المؤمنين، مناسك حج.
وفاته
تُوفّي في الرابع عشر من جمادى الثانية 1370ه، ودُفن بمقبرة وادي السلام في النجف.